# Táliga (Badajoz)
Táliga este un oraș din Spania, situat în provincia Badajoz din comunitatea autonomă Extremadura. Are o populație de 677 de locuitori.

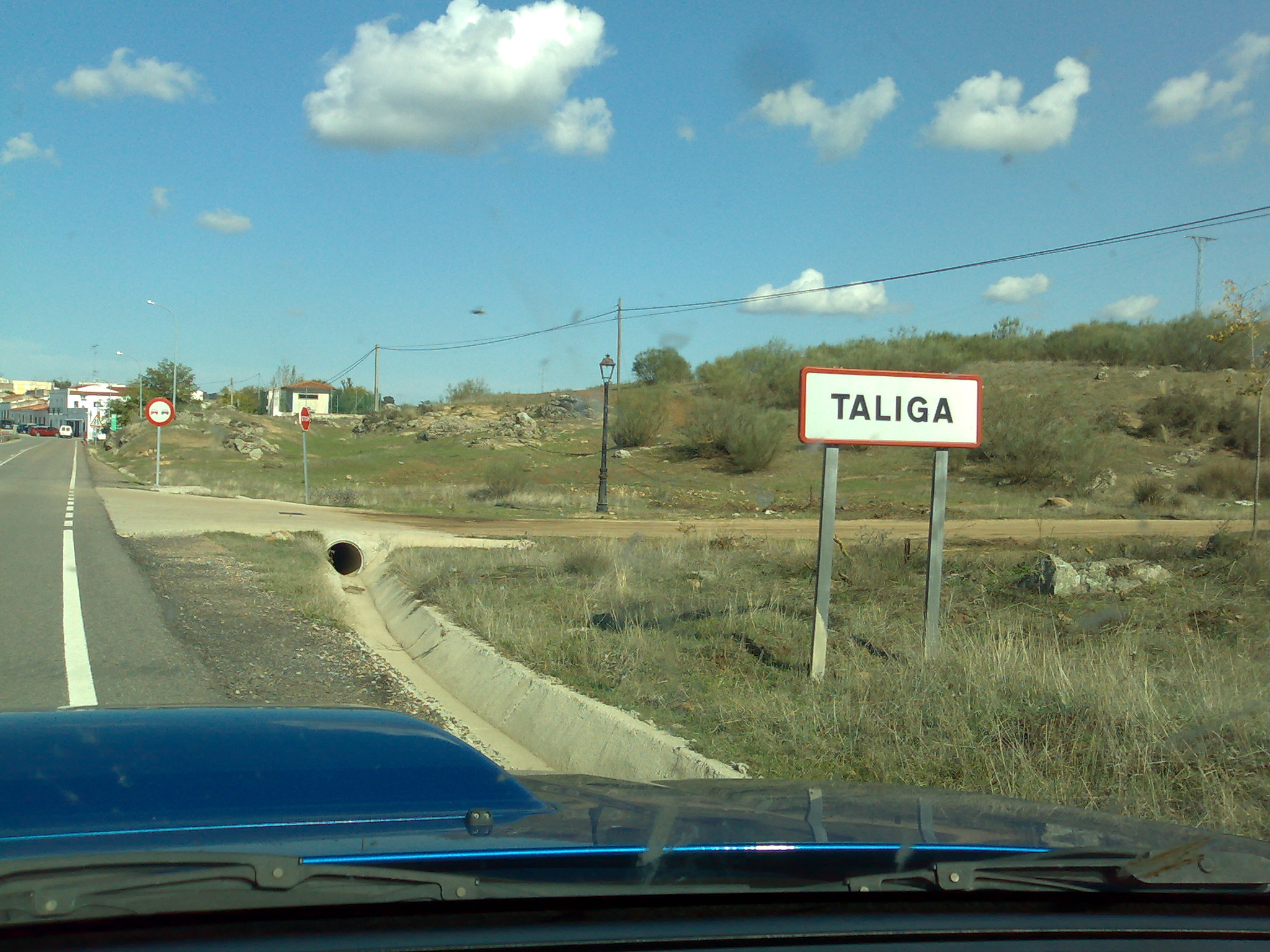
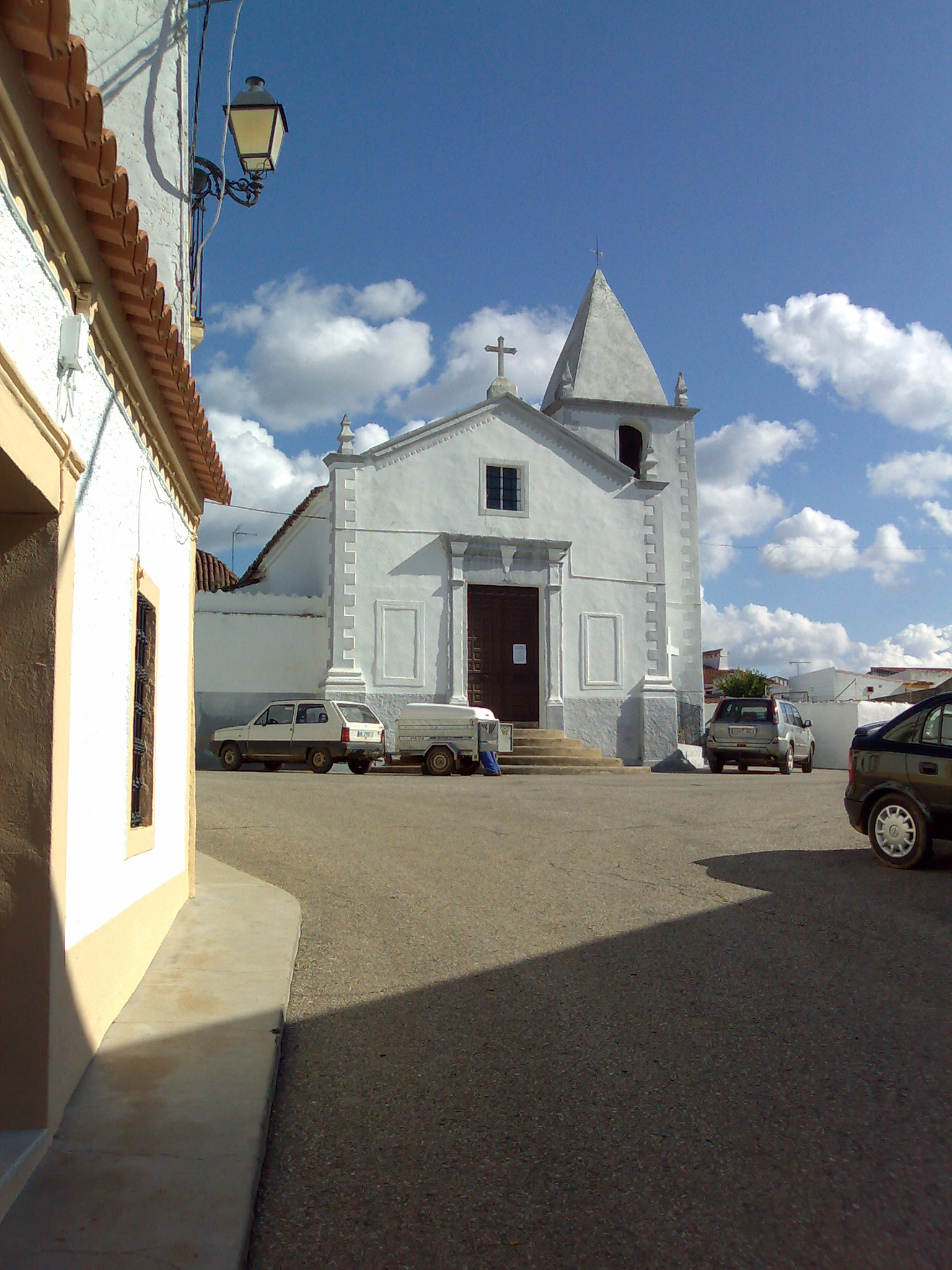
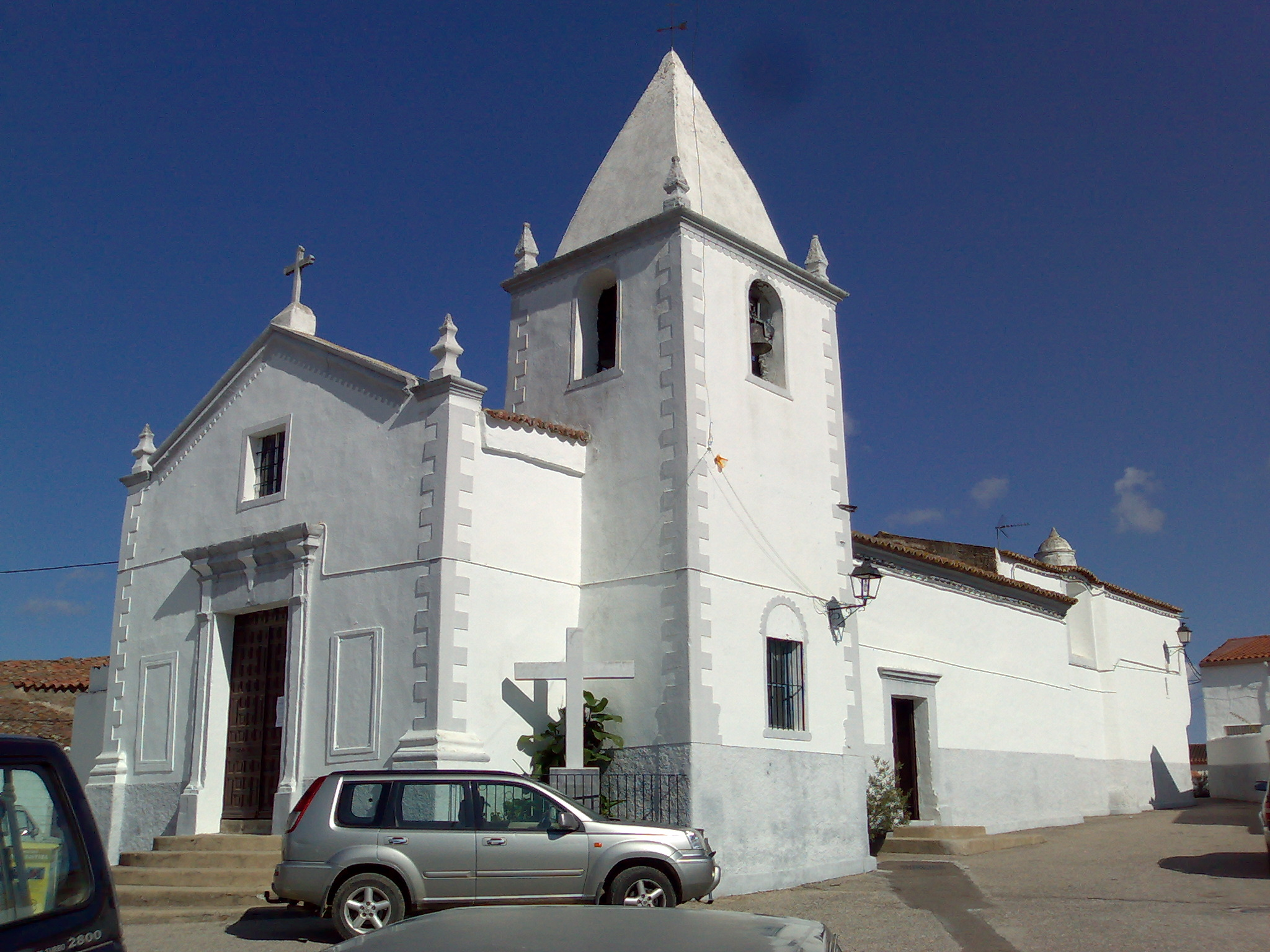
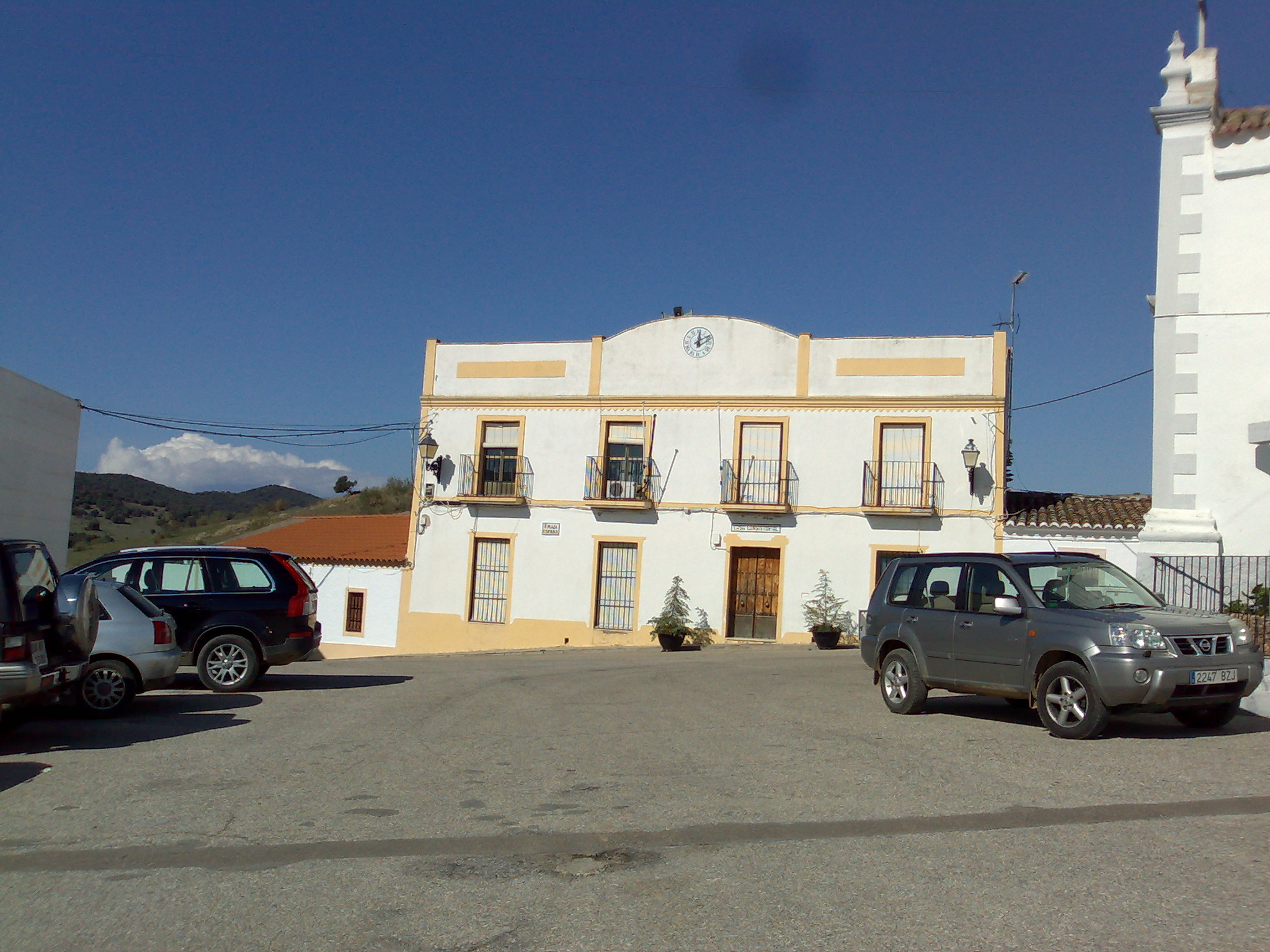
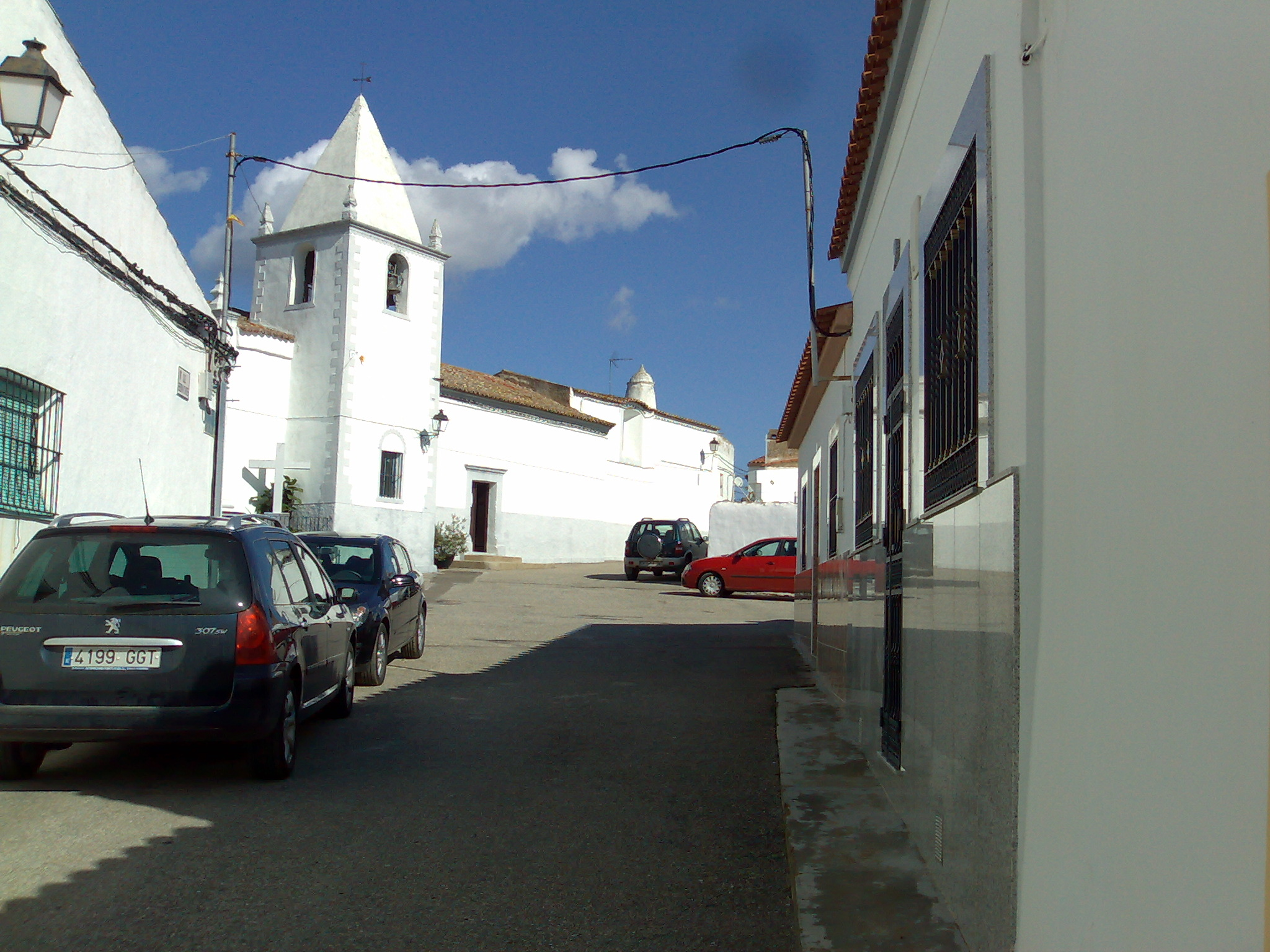
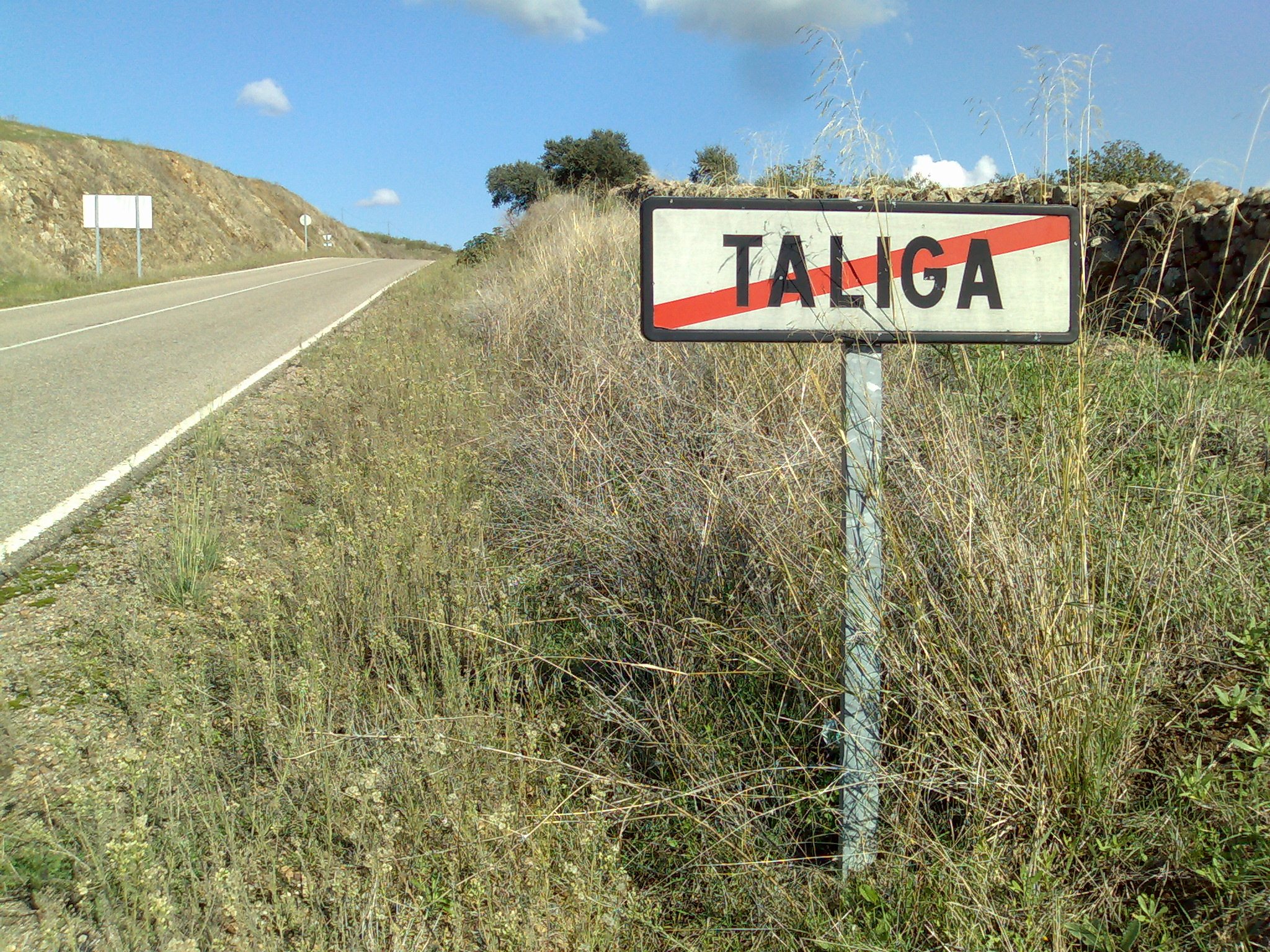

1. ↑  Nomenclátor Geográfico de Municipios y Entidades de Población (20240402 edition)